# Terrorisme en 2022
Chronologie du terrorisme
- 2018
- 2019
- 2020
- 2021
- 2022
- 2023
- 2024
- 2025
- 2026

Cet article comprend une liste non exhaustive d'attentats et attaques notables ayant eu lieu dans le monde en 2022, dans l'ordre chronologique, qu'ils aient été ou non meurtriers.

## Événements

### Janvier
- Colombie : Le 7 janvier, un camion de l’ESMAD (Escuadrón Movil Antidisturbioe) est visé par une attaque revendiquée par l'ELN avec une charge explosive dans le secteur de Puerto Rellena, blessant 13 policiers[1].
- Philippines : Le 11 janvier, l'explosion d'une bombe dans un bus circulant sur une autoroute près de Cotabato sur l'île de Mindanao cause la mort d'un enfant de 5 ans à l’hôpital et 6 blessés, comprenant un bébé de cinq mois et un enfant de trois ans[2],[3].
- Somalie : Le 12 janvier, un attentat-suicide à la voiture piégée a fait au moins 10 morts au sud de Mogadiscio, dont cinq soldats avec d'autres blessés. L'attaque a été revendiquée par les Shebabs[4],[5].
- États-Unis : Le 15 janvier, une prise d’otages dans une synagogue du Texas ne fait aucun blessé parmi les otages mais entraine la mort du preneur d'otage lors d'une fusillade avec la police, Malik Faisal Akram, un britannique âgé de 44 ans. Le FBI parle d'une attaque terroriste.
- Somalie : Le 15 janvier, un kamikaze entre dans un salon de thé à Mogadiscio avant de déclencher sa ceinture explosive, faisant au moins 4 morts. L'attentat a été revendiquée par les Shebabs, affirmant qu'ils visaient des soldats somaliens en formation dans une académie militaire turque à proximité[6],[7].
- Maroc : Le 15 janvier, une ressortissante française de 79 ans fut tuée par arme blanche dans un marché de Tiznit, un suspect de 31 ans a été arrêté à Agadir. Le parquet national antiterroriste a ouvert une enquête[8],[9].
- Colombie : Le 19 janvier, un attentat à la voiture piégée tue un agent de sécurité de l'ICA et en blesses 20 autres à Saravena[10], un couvre-feu fut alors mis en place à partir du 20 janvier à partir de 9h00 du soir à 4h00 du matin pour la municipalité[11].
- Pakistan : Le 20 janvier, l'explosion d'une bombe dans un marché à Lahore fait 3 morts et 20 blessés, l'attentat est revendiqué par un groupe séparatiste dans la province sud-ouest du Baloutchistan[12].
- Afghanistan : Le 22 janvier, un attentat à la bombe dans un mini-bus fait 7 morts et neuf blessés à Hérat, dans un quartier majoritairement habité par la minorité chiite[13].

### Février
- République démocratique du Congo : Le 2 février, dans territoire de Djugu, au mois 60 civiles sont tués à la machette par le groupe armé "Coopérative pour le développement du Congo" (Codeco)[14].
- Colombie : Le 6 février vers 8h50 du matin, une voiture piégée (un Renault Duster avec environ 300 kilos d'explosifs) détone contre la force publique près de l'église de la municipalité Padilla dans le département de Cauca, provoquant 4 blessés, dont deux grave[15],[16]. Selon les autorités, l'attaque ferait partie des menaces que les dissidents ont proférées envers la force publique[15].
- Bénin : Le 8 février, 3 attaques à l'IED ont lieu dans le parc naturel transfrontalier d'African Parks, faisant 12 blessés et tuant 9 personnes dont 5 gardes forestiers, un soldat béninois, 2 civils et un instructeur français formant les gardes du parcs[17],[18].
- Colombie : Le 9 février, un attentat à l'entrée d'une caserne militaire à Granada, dans le département de Meta fait 2 morts : un soldat tentant d'arrêter un triporteur piégé d'entrer dans la base militaire et un civil, le conducteur était un membre d'une entité dissidente des FARC ayant désapprouvé l'accord de paix de 2016[19].
- Somalie :
  - Le 10 février, un minibus près d'un point de contrôle menant au palais présidentiel de Mogadiscio est ciblé par un kamikaze ayant couru après lui, faisant au moins 6 morts et 13 blessées, l'attaque est revendique par les Shebabs[20].
  - Le 19 février, un attentat suicide revendiqué par les Shebabs dans un restaurant à Beledweyne fait 14 morts[21].

### Mars
- France : Le 02 mars 2022, alors qu'il était dans la salle de sport de la maison centrale d'Arles, Yvan Colonna l'assassin du préfet Claude Erignac, est violemment agressé à mains nues par un codétenu : Franck Elong Abé, purgeant une peine de 9 ans de prison pour terrorisme. (Il a été arrêté en Afghanistan où il était parti faire le jihad. Initialement détenu dans la base américaine de Bagram, puis remis à la France). Yvan Colonna meurt des suites de l'agression le 21 mars 2022 à l'hôpital de Marseille où il avait été transféré dans un état grave[22].
- Indonésie : Le 4 mars, 8 techniciens de la société Telkomsel (en) venus réparer un pylône de télécom ont été assassinés par des séparatistes papous. L'attaque est revendiquée par "L'Armée nationale de libération de Papouasie occidentale"[23].
- Pakistan : Le 4 mars, 56 personnes ont été tuées lors de la prière du vendredi dans une mosquée de Peshawar au nord ouest du pays. L'attaque fait également environ 200 blessés.
- Israël : Le 22 mars, une attaque à la voiture-bélier puis à l'arme blanche tue 4 personnes et en blesse 2 autres à Beersheva. Le terroriste est tué par des passants. L'attaque est revendiquée par l'organisation État Islamique[24].
- Somalie :
  - Le 23 mars, une fusillade dans l'enceinte de l'aéroport de Mogadiscio fait 3 morts.
  - Le 23 mars, 2 explosions tuent 48 personnes et fait 180 blessés à Beledweyne, les Shebab revendiquent ces attaques[25].
- Colombie : Le 26 mars, un attentat à l’explosif dans une valise devant un poste de police à Bogotá tue un enfant de 12 ans et fait 18 blessés, dont plusieurs mineurs[26]. L'une des blessés, une fille de 5 ans, décède le 28 mars. L'attaque est revendiquée par les dissidents des FARC[27].

- Israël :

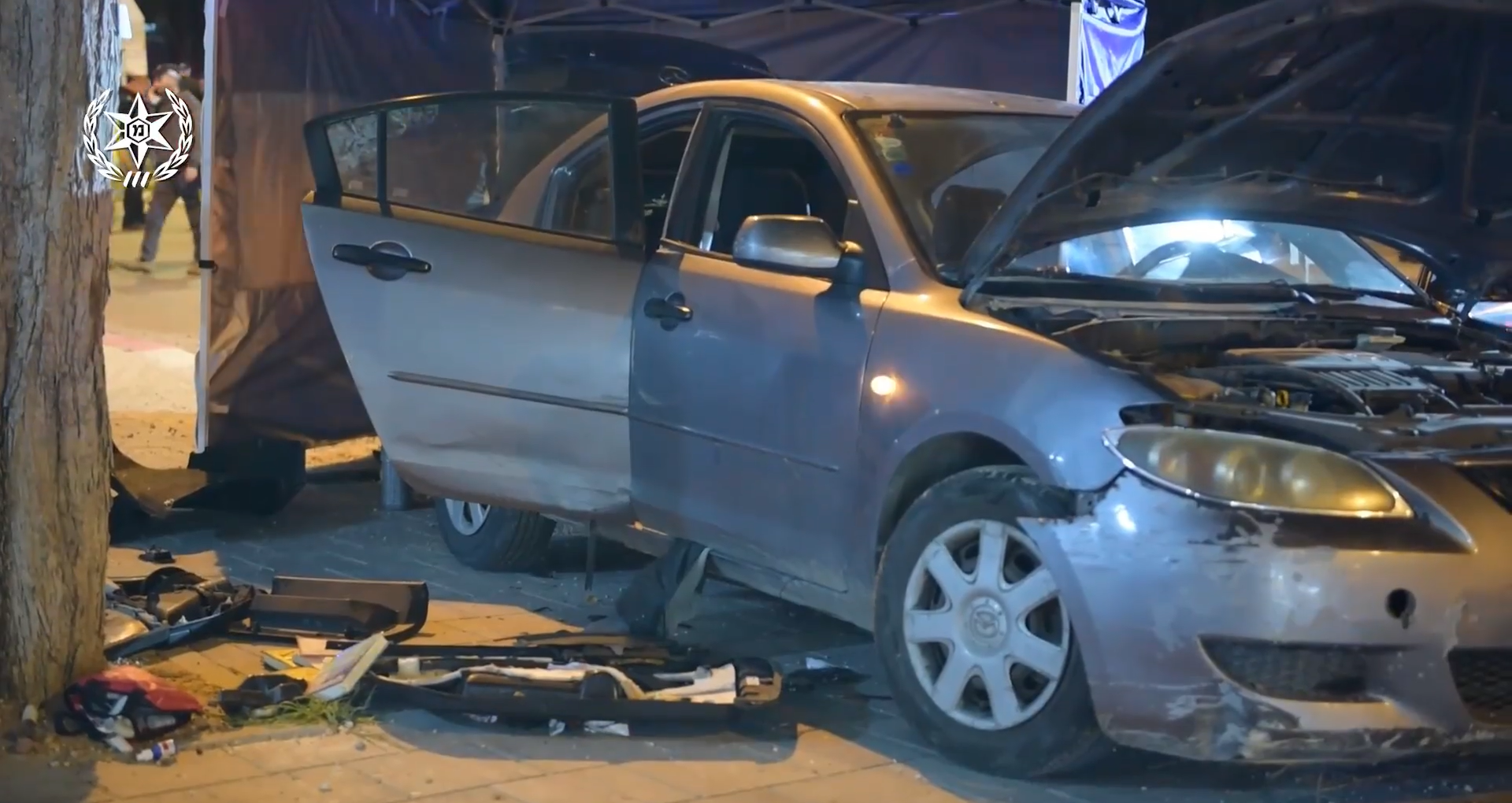
Scene de la fusillade à Hadera.

  - Le 27 mars au soir, une fusillade à l'arme automatique commise par 2 terroristes tue 2 policiers et blesse au mois 6 personnes à Hadera. Les terroristes sont tués par les forces de sécurité. L'attaque est revendiquée par l'organisation État Islamique[28],[29].
  - Le 29 mars, un homme à moto tire sur la foule et fait 5 morts dont 1 policer avant d'être abattu par les forces de sécurité à Bnei Brak, près de Tel-Aviv[30],[31].
- Territoires palestiniens occupés : Le 31 mars, un palestinien poignarde avec un tournevis un israélien dans un bus, dans la colonie israélienne de Neve Daniel en Cisjordanie. L'assaillant est abattu par un autre passager[32].

### Avril
- Afghanistan :
  - Le 1er avril, deux attentats successifs dans la soirée à Hérat fait 5 morts dont un enfant et 20 blessés, deux autres bombes ont été trouvées dans la zone, désamorcées par la police locale[33].
  - Le 6 avril, une attaque à la grenade contre une mosquée à Kaboul blesse au moins 6 personnes[34].

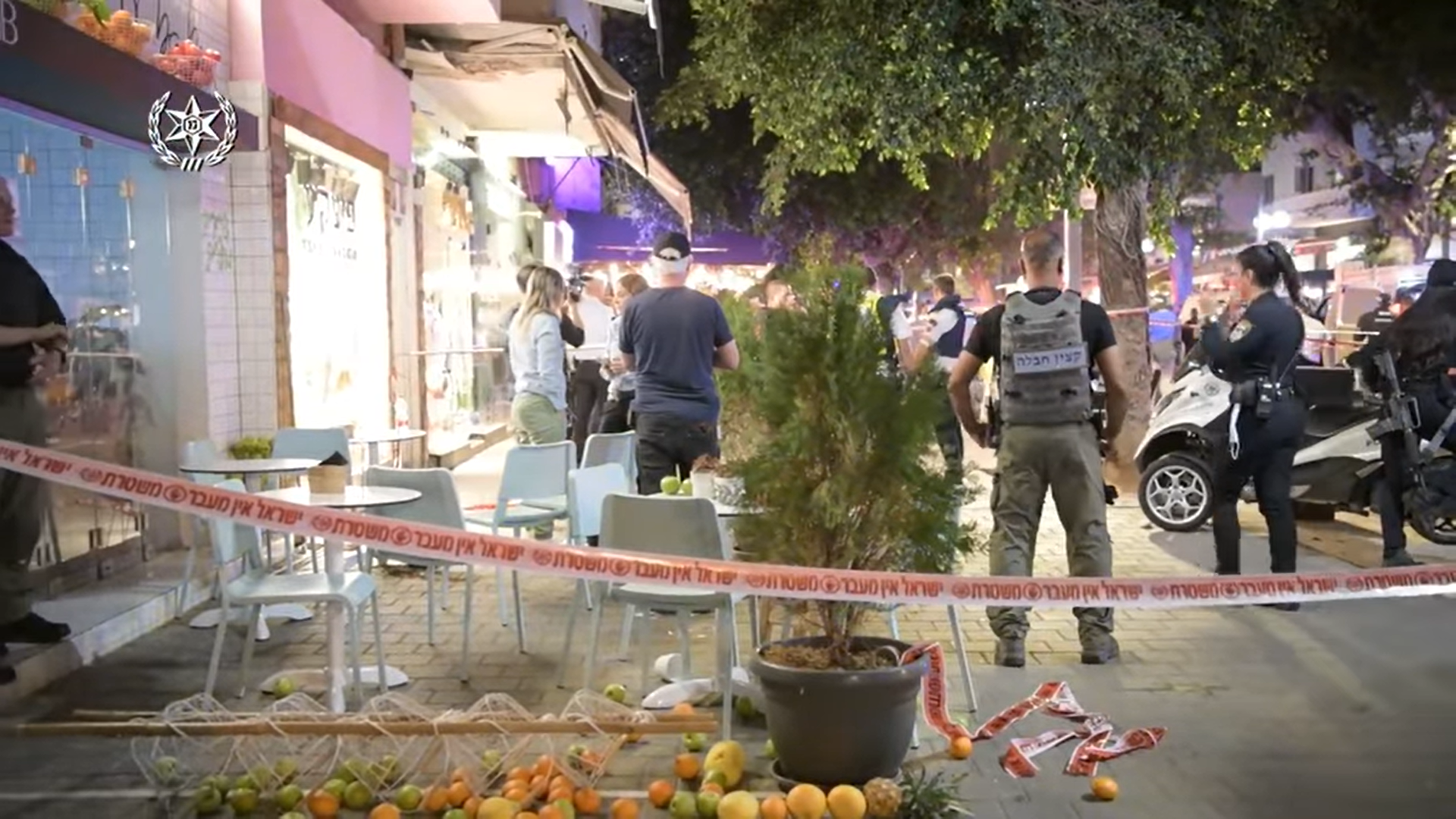
Barrage de la police à la suite de la fusillade à Tel-Aviv.

- Israël : Le 7 avril, une fusillade dans le centre de Tel-Aviv fait 2 morts et 15 blessés. L'auteur, un palestinien de la Cisjordanie occupée, a été abattu près d’une mosquée à Jaffa[35],[36].
- États-Unis : Le 12 avril, une fusillade éclate dans le métro de New York faisant 29 blessés, (dont 10 par balles, les autres dans la bousculade en résultant). Un suspect de 62 ans est arrêté le 13 avril et inculpé pour attaque terroriste. L'attaque a été menée avec une arme de poing, des explosifs non déclenchés ont aussi été trouvés. Les motivations de l'assaillant sont floues, il tenait une chaine YouTube critiquant la société américaine et la ville de New York de façon décousue[37],[38],[39]. Le 3 janvier 2023, l'auteur plaide coupable d'actes de terrorisme[40].
- Afghanistan : Le 19 avril, l'explosion de deux bombes artisanales devant une école pour garçons d'un quartier chiite et une troisième déflagration dans un centre de formation en langue anglaise à Kaboul fait au moins 6 morts et plus d'une dizaine blessées[41].
- Turquie : Le 20 avril, un attentat à Bursa visant un bus transportant des gardiens de prison fait un mort et quatre blessés, la bombe était placée sous un poteau électrique au bord d'une route[42].
- Afghanistan :
  - Le 21 avril, un colis piégé explose dans une mosquée chiite de Mazar-i-Sharif faisant au moins 12 morts et des dizaines de blessés. L'attentat est revendiqué par l'organisation terroriste l'État Islamique[43].
  - Le 21 avril, une bombe placée sous un vélo tue 4 personnes et en blesse 18 autres à Kunduz.
  - Le 22 avril, une bombe explose dans une mosquée Soufie de Kunduz et fait 33 morts et 43 blessés. L'attentat est revendiqué par l'organisation terroriste l'État Islamique[44].
- Somalie : Le 22 avril, un attentat-suicide visant un restaurant en bord de plage à Mogadiscio fait 6 morts et 7 blessés[45].
- Mali : Le 24 avril, trois attaques simultanées contre des camps militaires impliquant l'utilisation de véhicules kamikazes cause la mort de 6 soldats et une vingtaine de blessés, elles sont revendiquées par Al-Qaïda[46].
- Burkina Faso : Le 24 avril, deux attaques jihadistes visant des détachements militaires de Gaskindé et des populations civiles cause la mort d'une quinzaine de personnes, dont neuf soldats[47].
- Pakistan : Le 26 avril, une attaque-suicide par une kamikaze visant un minibus fait 4 morts : trois chinois membres du personnel de l'institut Confucius de l'université de Karachi et un chauffeur pakistanais[48]. L'armée de libération du Baloutchistan a revendiqué l'attaque[48].
- Afghanistan : Le 28 avril, deux attentats à la bombe contre deux minibus transportant des fidèles chiites à Mazar-i-Sharif ont fait au moins neuf morts[49]. Ces attaques ont été revendiquées par l'État islamique[49].
- Syrie : Le 28 avril, des hommes armés de l’État islamique ont fait 7 morts et 4 blessés lors d'un rassemblement de l'iftar du Ramadan à Abu Khashab, dans le gouvernorat de Deir ez-Zor[50],[51].
- Territoires palestiniens occupés : Le 30 avril, un garde de la colonie israélienne d'Ariel en Cisjordanie est abattu par deux hommes en voiture. Les deux assaillants ont pris la fuite, et sont arrêtés 24h plus tard, l'attentat est revendiqué par le Hamas[52],[53].

### Mai
- Israël : Le 5 mai, un attentat a lieu à El'ad, 2 hommes attaquent des passants à la hache et au couteau faisant 3 morts et 4 blessés, avant de s'enfuir et d'être arrêtés le lendemain. Les 2 terroristes viendraient de la région de Jénine[54].
- Égypte : Le 7 mai, 11 militaires ont été tués en déjouant une attaque djihadiste contre une station de pompage hydraulique dans le Sinaï[55].
- Territoires palestiniens occupés : Le 8 mai, lors d'un contrôle de sécurité à la porte de Damas à Jérusalem-Est, un homme de 19 ans poignarde un garde-frontière israélien au cou, le blessant grièvement. L'assaillant est blessé par des tirs de riposte[56].
- République démocratique du Congo : Le 8 mai, au moins 35 civils sont tués dans une mine d'or artisanale dans la région d'Ituri par le groupe armé "Coopérative pour le développement du Congo" (Codeco)[57].
- Togo : Le 11 mai, une attaque contre les forces togolaises par une soixantaine d'hommes tue 8 soldats, le Groupe de soutien à l'islam et aux musulmans la revendique en juin[58].
- Somalie : Le 11 mai, un attentat suicide dans un poste de contrôle de Mogadiscio visant le convoi du chef de la police fait au moins 6 morts dont 3 policiers et 11 blessés[59],[60].

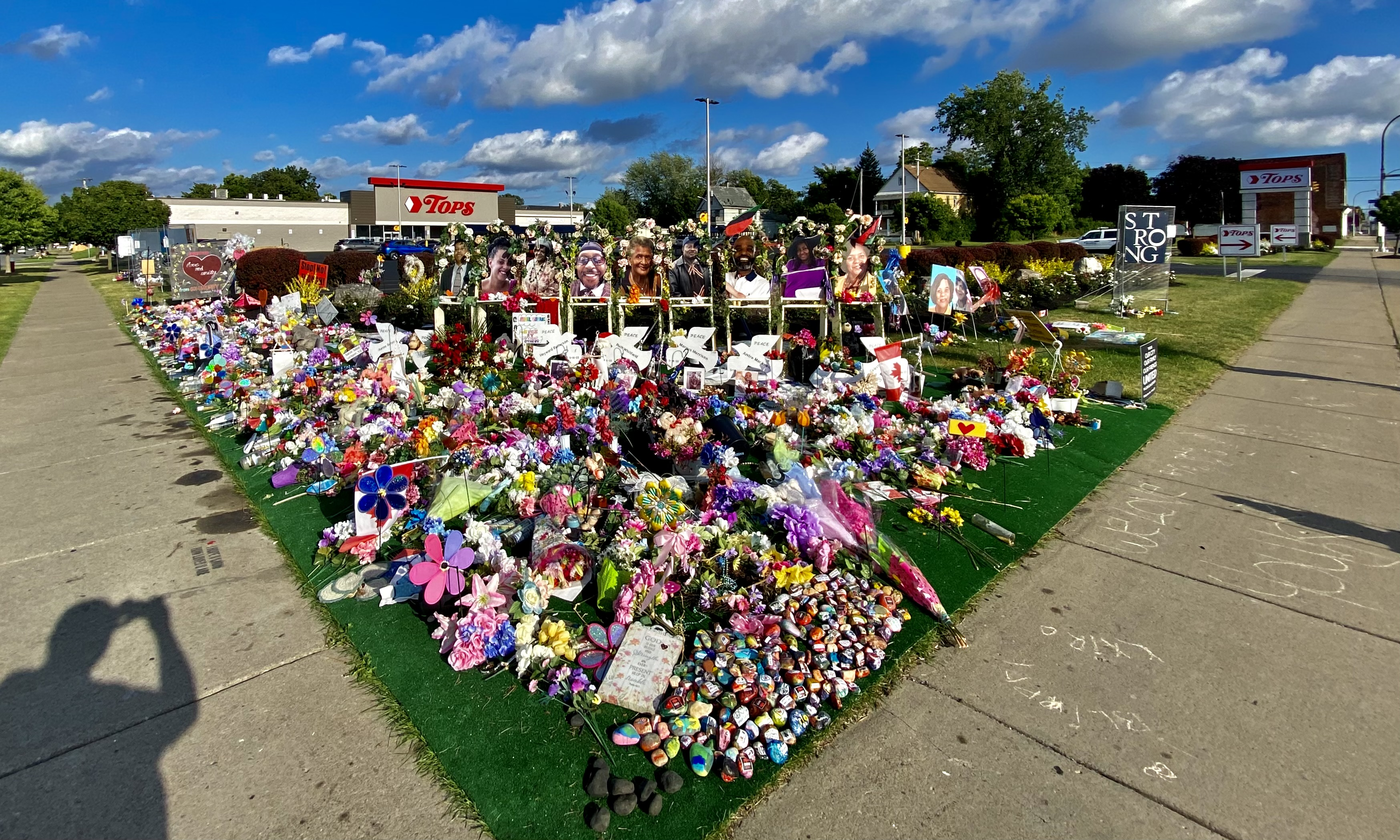
Mémorial à la suite de l'attaque de Buffalo.

- États-Unis : Le 14 mai, une tuerie de masse visant des personnes afro-américaines est commise dans un supermarché de Buffalo par un suprémaciste blanc de 18 ans, faisant 10 morts et 3 blessés. Le tireur diffusait son crime en direct sur la plateforme de vidéo Twitch et avait laissé en ligne un manifeste raciste. Il est arrêté après avoir vidé toutes les cartouches de son fusil automatique qu'il détenait légalement[61],[62].
- Pakistan : Le 15 mai, un kamikaze se fait exploser contre un véhicule de l'armée pakistanaise dans un marché de Miran Shah, tuant trois soldats et trois enfants[63].
- Inde : Le 17 mai, un terroriste portant une burqa a lancé une grenade dans un magasin de vins de Dewan Bagh à Baramulla avant de s'enfuir à moto avec son complice, faisant quatre blessés, l'un d'entre eux a succombé à ses blessures[64].
- Pakistan : Le 19 mai, une attaque terroriste dans la province de Khyber Pakhtunkhwa tue deux policiers, dont un officier, dans leur véhicule[65].
- Afghanistan : Le 25 mai, au moins 16 personnes sont mortes dans un quadruple attentat à la bombe à Mazar-i-Sharif. L'organisation État islamique revendique l'attaque[66].

### Juin
- Nigeria : Le 5 juin, une attaque contre des fidèles lors du jour de la Pentecôte dans une église à Owo fait au moins 50 morts[67],[68].
- Burkina Faso : Le 9 juin, 11 policiers militaires ont été tués dans le nord du pays après que leur poste a été attaqué par des hommes armés[69].
- Colombie : Le 10 juin, l'explosion une moto piégée à Cartagena del Chairá cause la mort de 4 personnes civiles, dont un mineur de 6 ans[70],[71].
- Burkina Faso : Le 11 juin, 79 habitants du village de Seytenga sont massacrés par des groupes djihadistes dans l'est du pays[72],[73].
- Afghanistan :
  - Le 11 juin, un attentat à la bombe contre un minibus à Kaboul en début de soirée fait au moins 4 morts et plusieurs blessés[74],[75].
  - Le 12 juin, des tirs vise un bus transportant des techniciens employés dans un aéroport à Mazar-i-Sharif, faisant 2 morts et 6 blessés[76].
- Mali : Le 12 juin, des terroristes de Daesh tuent au moins 22 personnes près de Menaka[77].
- Afghanistan :
  - Le 17 juin, une explosion dans une mosquée fait 1 mort et 7 blessés à Kunduz[78].
  - Le 18 juin, une attaque à la grenade contre un temple sikh à Kaboul tue deux personnes et fait 7 blessés[79],[80].
- Mali : Le 18 juin, au moins 132 civils sont tués dans les villages de Diallassagou et ses environs dans le centre du pays. Le massacre est attribué à la Katiba Macina, affiliée au groupe Al-Qaïda[81],[82].
- Éthiopie : Le 18 juin, un massacre dans la région d'Oromia visant des Amharas fait entre 260 à plus de 350 morts, l'Armée de libération de l'oromo est accusé d'avoir commis l'attaque[83], ce dernier incriminant les forces progouvernementales[84].
- Syrie : Le 20 juin, une attaque ciblant un bus civil sur l'autoroute Raqqa-Homs dans la région d'Al-Jira tue 11 militaires de l'armée syrienne et 2 civils[85].

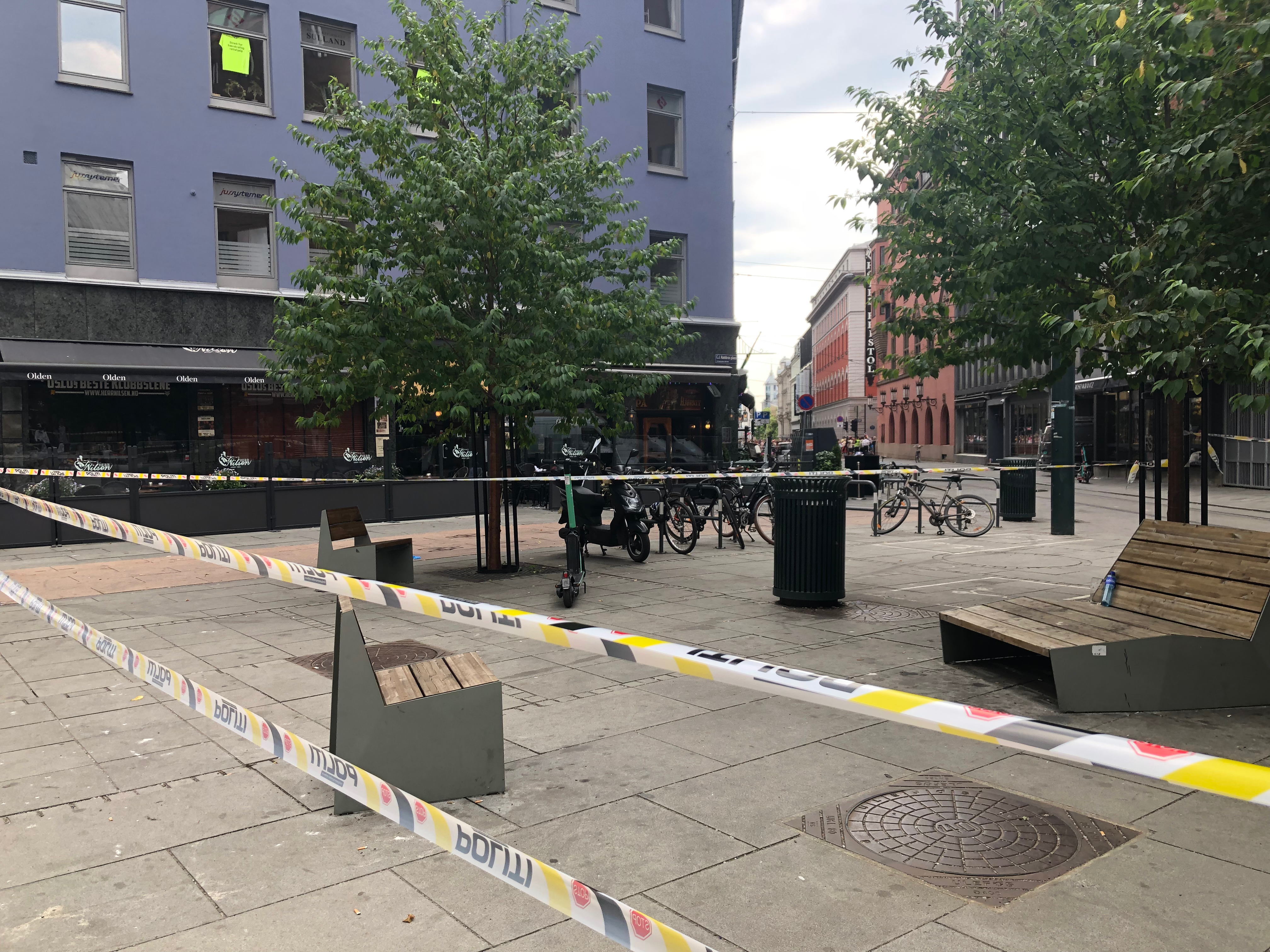
Barrage de la police après l'attentat à Oslo.

- Norvège : Le 25 juin, une fusillade devant des bars du centre-ville d'Oslo, dont un club gay, fait 2 morts et 21 blessés. Le tireur, un homme de 42 connu des services de renseignement est arrêté. La police traite l'affaire comme un acte terroriste[86].
- Burkina Faso : Le 27 juin, une attaque djihadiste contre des civils lors d'une cérémonie de baptême à Sandiaga fait 8 morts[87].
- Yémen : Le 29 juin, l'explosion d'une voiture piégée contre un convoi militaire à Aden fait 6 morts[88].

### Juillet
- Burkina Faso : Le 3 juillet, 2 attaques djihadistes ont fait au moins 34 morts à Bourasso et Namissiguima[89].
- Nigeria : Le 5 juillet, une attaque revendiquée par l'État islamique en Afrique de l'Ouest contre une prison à Abuja fait 4 morts et libère 879 détenus, 443 d'entre eux ont été recapturé[90],[91].
- Japon : Le 8 juillet, alors qu'il tenait un meeting électoral à Nara, dans l'ouest du pays, l'ancien premier ministre japonais est visé par plusieurs coups de feu. Blessé par deux balles au cou, il est transporté à l'hôpital dans un état critique où il succombera à ses blessures. Un suspect, armé d'un fusil artisanal, est arrêté sur les lieux de la fusillade sans opposer de résistance[92].
- Togo : Le 9 juillet, 7 enfants sont morts et deux autres ont été emmenés à l’hôpital dans un état critique à la suite de l'explosion d'un engin explosif improvisé dans la région de Natigou[93].
- Inde : Le 12 juillet, une attaque terroriste tue un policier et blesses 2 agents de police à Srinagar[94].
- Mali : Du 14 au 15 juillet, une attaque armé au poste de contrôle de Zantiguila à 70 km de Bamako fait 6 morts : trois civils, deux gendarmes et un policier[95]. Cette zone était préservée des violences dans le pays[95].
- Colombie : Le 16 juillet vers 9h30 du matin, des explosifs détonent au passage d'une patrouille de police à Cañasgordas, tuant un civil et un policier et fait 4 blessés[96].
- Somalie : Le 17 juillet, un attentat-suicide à la voiture piégée visant un hôtel à Jowdar fait 5 morts et 14 blessés, l'attaque est revendiquée par les Shebabs[97],[98].
- Irak : Le 20 juillet, une attaque nocturne tue six policiers et blesse six autres dans la zone d'Al-Jillam, elle est attribuée à l'État islamique[99],[100].
- Éthiopie : Le 25 juillet, les Shebabs ont lancé leur première attaque de grande envergure dans l’Éthiopie avec environ 500 combattants et une vingtaine de véhicules au nord-est du pays, faisant une centaine de morts de leur côté et treize de leurs véhicules ont été saisis et détruits[101],[102]. Leur objectif semble être de démontrer leurs forces et qu'ils peuvent s'attaquer à plusieurs pays[102].
- Somalie : Le 27 juillet, un attentat-suicide par un kamikaze contre un bâtiment gouvernemental tue 9 personnes à Merka[103].

### Août
- Afghanistan : Le 5 août, un attentat à la bombe par une charrette dans un quartier chiite de Kaboul fait 8 morts et 18 blessés, il est revendiqué par l’État islamique[104].
- Mali :
  - Le 6 août, des djihadistes tues deux civiles à Ouakan avant de placer des bombes dans leurs cadavres, les faisant exploser lorsque leurs parents et proches sont venus les chercher, faisant au moins 12 morts[105].
  - Le 10 août, 42 militaires ont été tués lors d'une attaque à Tessit[106].
- Afghanistan : Le 11 août, le haut dignitaire taliban Rahimullah Haqqani et son frère ont été tués dans un attentat-suicide à Kaboul et faisant également 3 blessés, l'attaque est revendiqué dans la soirée par l'État islamique[107].
- Équateur : Le 14 août, un attentat à la bombe dans le quartier populaire de Cristo del Consuelo à Guayaquil fait 5 morts et 17 blessés, cette explosion est attribuée au crime organisé[108].
- Afghanistan : Le 17 août, une mosquée de Kaboul est visée par un attentat à la bombe pendant la prière du soir, tuant 21 personnes et faisant 33 blessées[109].
- Somalie : Le 19 août, une attaque et une explosion causée par un kamikaze des Shebabs dans l'hôtel Hayat à Mogadiscio fait 21 morts[110], le siège a duré environ 35 heures[111].

### Septembre
- Afghanistan : Le 2 septembre, une mosquée d'Hérat est visée par un attentat à la bombe, tuant au moins 18 personnes, dont l'imam et soutien des talibans Mujib ur Rahman Ansari[112].
- Colombie : Le 2 septembre, une attaque à l'explosif contre la force publique à San Luis dans le département de Huila tue 7 policiers[113],[114].
- Pakistan : Le 13 septembre, l'explosion d'un engin explosif placé en bord de route dans la vallée de Swat fait 8 morts dont Idrees Khan, ancien chef d'une milice opposée au talibans pakistanais, deux policiers, deux gardes du corps et trois ouvriers agricoles, l'attentat à la bombe a été revendiqué par le Tehreek-e-Taliban Pakistan[115].
- Russie : Le 26 septembre, une fusillade a lieu dans une école de Ijevsk dans le centre du pays. Le tireur, un ancien élève, arborait un t-shirt à l'effigie nazie et s'est suicidé. Le bilan est d'au moins 15 morts (dont 11 enfants) et de 24 blessés[116].
- Turquie : Le 26 septembre, 2 assaillantes ont ouvert le feux sur des policiers avant de se faire exploser dans la province de Mersin. L'attaque a tué un policier et en a blessé un autre, le ministre turc de l'Intérieur accuse le PKK (Parti des travailleurs du Kurdistan)[117].
- Afghanistan : Le 30 septembre, un attentat suicide contre un centre éducatif de Kaboul dans le quartier chiite visant la minorité hazara de Dasht-e-Barchi fait au moins 53 morts et 27 blessés, dont 46 jeunes étudiantes[118],[119],[120].

### Octobre
- Somalie : Le 3 octobre vers 10h30, les explosions de trois voitures piégées font au moins 20 morts et 36 blessés à Beledweyne[121].
- Afghanistan : Le 5 octobre, une explosion vise une mosquée du ministère de l’intérieur à Kaboul et tue 4 personnes[122].
- Syrie : Le 13 octobre, une bombe installée dans un bus militaire dans la périphérie de Damas explose et tue au moins 21 soldats et fait 17 blessés[123],[124].
- Slovaquie : Le 13 octobre, une attaque dans un bar LGBT fait deux morts et un blessé à Bratislava. L'auteur de 19 ans, décrit par les autorités comme un «adolescent radicalisé», admirateur d'Anders Breivik et de Brenton Tarrant, laissa sur Internet un manifeste homophobe et raciste. Il est retrouvé mort[125],[126].
- Somalie : Le 23 octobre, une attaque dans un hôtel à Kismaayo fait 9 morts[127].
- Iran : Le 26 octobre, un terroriste de l’État Islamique s'introduit dans le mausolée chiite de Shahcheragh et ouvre le feu, tuant 15 personnes et faisant 19 blessés[128].

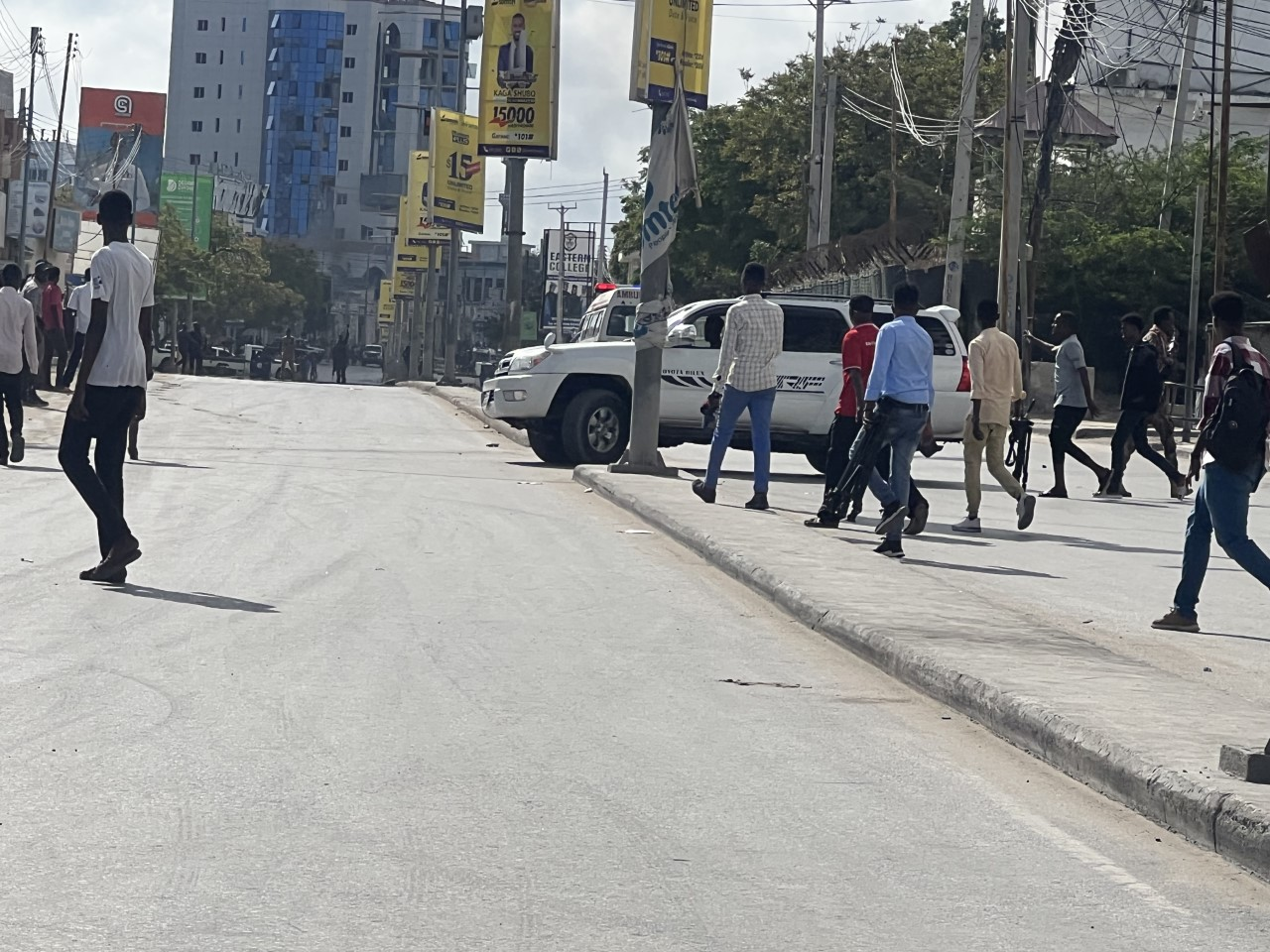
Réaction après les explosions des voitures piégées à Mogadiscio.

- Somalie : Le 29 octobre, 2 voitures pigées explosent à Mogadiscio, suivi d'une fusillade visant le ministère de éducation somaliens. L'attaque, attribuée aux djihadistes shebab, fait au moins 100 morts et 300 blessés[129].
- Royaume-Uni : Le 30 octobre, un individu lance des engins explosif incendiaire en voiture contre un centre d'accueil pour migrants à Douvres avant d'être retrouvé mort, blessant légèrement deux agents[130]. L'affaire est reprise comme étant un acte terroriste par la police anti-terroriste britannique[130].

### Novembre
- Équateur : Le 1er novembre, 13 attaques impliquant l'utilisation de voitures piégées par des trafiquants de drogue tues 5 policiers et font 2 blessés dans le port commercial de Guayaquil et dans la ville voisine de Durán[131].
- Somalie : Le 5 novembre, un kamikaze se fait exploser à l'entrée d'un camp militaire à Mogadiscio, faisant 5 morts[132].
- Belgique : Le 10 novembre, un individu armé d’un couteau tue un policier et en blesse un autre à Schaerbeek.

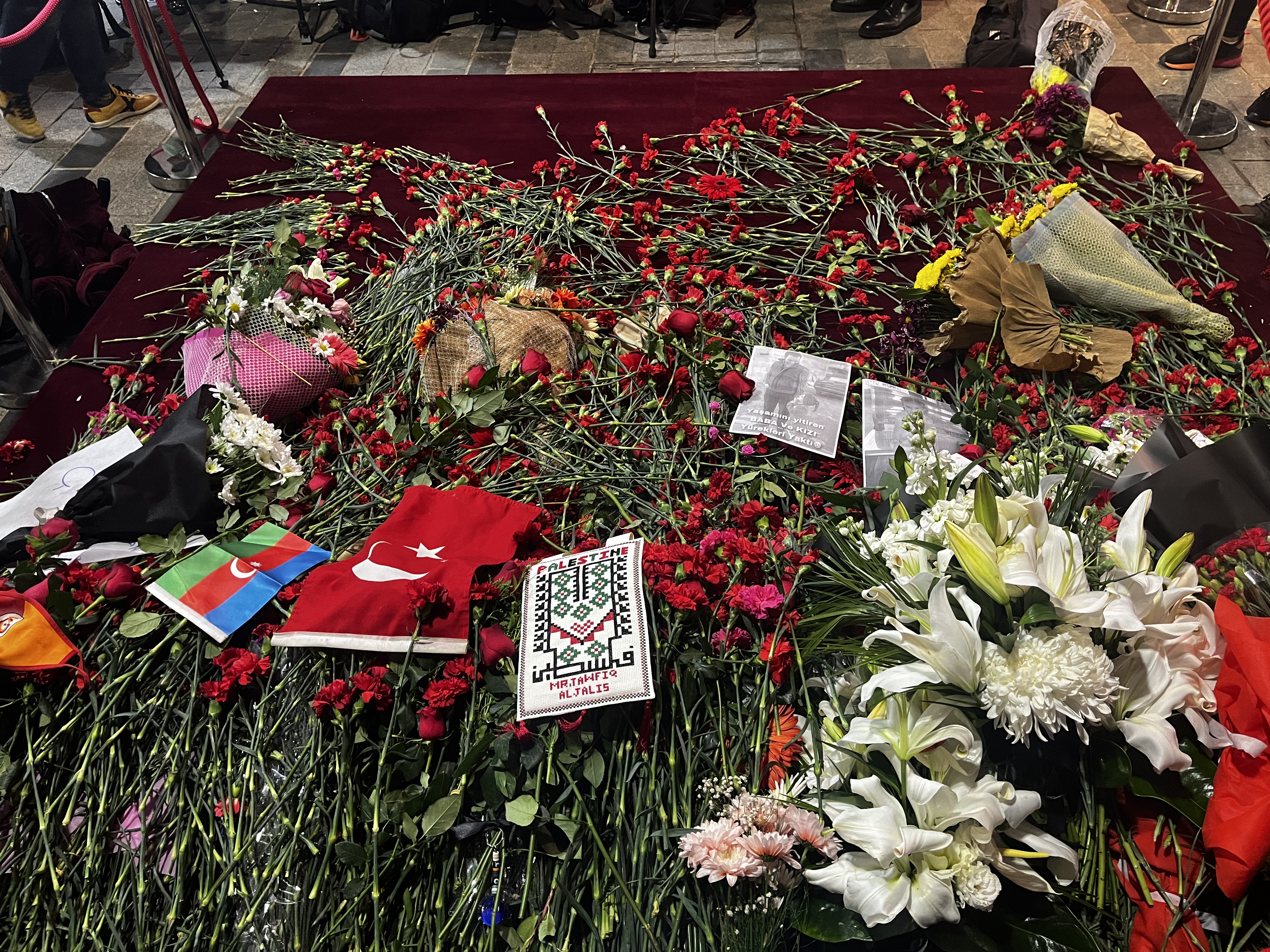
Mémorial à la suite de l'attentat d'Istanbul.

- Turquie : Le 13 novembre, une bombe explose dans une artère commerçante d'Istanbul faisant au moins 6 morts et 81 blessés[133].
- Thaïlande : Le 22 novembre, un suspect conduit un véhicule piégé (un pick up Isuzu D-Max avec 50 kg explosif et une bouteille de gaz) vers un poste de police dans la province de Narathiwat avant de s'enfuir en moto, l'explosion tue un capitaine de police et fait 31 blessés[134],[135] (12 policiers, une policière, 10 femmes civiles, cinq hommes civils et trois enfants)[136].
- Israël : Le 23 novembre, 2 bombes explosent dans des bus à Jérusalem causant la mort d'au moins 1 personne et en blessant une quinzaine d'autres. Le mouvement palestinien Hamas se félicite de l'attentat sans le revendiquer[137].
- Pakistan : Le 30 novembre à Quetta, un attentat-suicide vise des policiers escortant des équipes de vaccination contre la poliomyélite et tue 4 personnes (1 policier, 1 femme et 2 enfants) et en blesse 27 autres (dont 21 policiers et 1 enfant). L'attaque est revendiquée par les talibans pakistanais du Tehrik-e-Taliban Pakistan (TTP)[138].
- Afghanistan : Le 30 novembre, un attentat vise une école coranique de la ville d'Aybak et fait 19 morts et 24 blessés[122].
- Espagne : Le 30 novembre, un chargé de sécurité de l'ambassade d'Ukraine à Madrid a été légèrement blessé par l'explosion d'une lettre piégée adressé à l'ambassadeur. Le 24 novembre déjà, une lettre piégée destinée au premier ministre Pedro Sanchez avait été désamorcé, puis 2 autres lettres similaires ont aussi été interceptées, elles étaient envoyées au siège de l'entreprise d'armement Instalaza, à Saragosse ainsi qu'a une importante base militaire près de Madrid[139].

### Décembre
- Afghanistan : Le 6 décembre, l'explosion d'une bombe visant un bus d'employés d'Hairatan Petroleum à Mazar-i-Sharif fait au moins sept morts et six blessés[140].
- Indonésie : Le 7 décembre, un attentat-suicide dans un commissariat à Bandung tue un policier et fait 10 blessés[141], le kamikaze serait affilié au Jamaah Ansharut Daulah et a déjà été en prison pour terrorisme[142].
- Afghanistan : Le 12 décembre, une attaque revendiquée par l'État islamique contre un hôtel prisé par des Chinois fait cinq blessés et trois assaillants ont été abattus par les forces de sécurité[143].
- Australie : 13 décembre, lors d'un contrôle de police dans le village de Wieambilla, des suspects ouvrent le feu, exécutant deux policiers, un voisin fut également tué. Les auteurs furent abattus plus tard. L'attaque est considérée comme du terrorisme chrétien, une première en Australie[144].
- Pakistan : Le 14 décembre, un kamikaze sur une moto fonce sur un convoi des forces pakistanaises, tuant au moins un officier militaire et un civil[145].
- France : Le 23 décembre, 3 Kurdes sont abattus et 3 autres blessés dans le 10e arrondissement de Paris par William Malet, 69 ans, par xénophobie. Ce dernier était connu de la justice notamment pour des tentatives d'homicides et venait d'être libéré 11 jours avant l'attentat terroriste alors qu'il avait attaqué un camp de migrants au parc de Bercy le 8 décembre 2021[146].
- États-Unis : Le 31 décembre la veille du nouvel an, une attaque à la machette au Times Square à New York blesses trois agents du département de police de la ville dont deux à la tête, l'enquête la reprend en tant qu’acte de terrorisme[147],[148]. L'auteur de 19 ans, Trevor Bickford, avait crié « Allahu Akbar » et serait motivé par l’extrémisme islamique[148].